# 狩人と樵
『臆病な猟師』（おくびょうなりょうし）は、イソップ寓話の一つ。ペリー・インデックス326番。

## あらすじ
猟師が森の中で木こりに出逢い、「この辺りでライオンの足跡を見なかったか？」と尋ねると、木こりは「ライオンならこの近くにいるぞ。案内してやろうか？」と言った。
すると猟師は顔が真っ青になり、ぶるぶる震えながら、「いや、いいんだ。俺が探しているのはライオンじゃなくて、ライオンの足跡なんだ」と答えた。

## 教訓
口先だけでは、英雄にはなれない。